# Ворожейкин, Евгений Фёдорович
Евге́ний Фёдорович Вороже́йкин (16 февраля 1923, село Никологоры, Владимирская губерния — 23 декабря 2005, Обнинск, Калужская область) — советский и российский краевед, математик, физик, педагог. Участник Второй мировой войны. Один из самых известных обнинских краеведов. Отрастивший в 1986 году «для здоровья» бороду Евгений Ворожейкин сам стал живой достопримечательностью и одним из символов Обнинска. Почётный гражданин города Обнинска (1997).

## Биография
Евгений Ворожейкин родился 16 февраля 1923 года в селе Никологоры Владимирской губернии. Вся семья Ворожейкиных была репрессирована и депортирована на Урал. Детство и юность Евгений Ворожейкин провёл в уральском городе Карпинске.
После окончания школы, недолго проработав учителем начальных классов, Евгений Ворожейкин был мобилизован на строительство рудников. В 1942 году ушёл добровольцем на фронт Второй мировой войны и прошёл всю войну в составе 4-го дивизиона 15 ГМБр. Был гвардии сержантом, затем старшиной дивизиона. Воевал на Брянском, Воронежском и 1-м Украинском фронтах; участвовал в боях за Прагу и Берлин. В октябре 1942 года во время боёв за Сталинград вступил в ВКП(б) и оставался коммунистом до конца жизни.
После демобилизации в 1946—1951 году учился на физико-математическом факультете Уральского государственного университета имени А. М. Горького, окончив его по специальности «Математика» со специализацией «Уравнения математической физики».
После окончания университета в 1951 году был направлен по распределению учителем физики и математики в единственную тогда школу будущего города Обнинска. В 1955 году стал постоянным сотрудником физико-математической кафедры Обнинского филиала Московского инженерно-физического института (с 1985 года по 2009 год — Обнинский институт атомной энергетики). В 1983 году вышел на пенсию, но продолжал работать на кафедре до 2001 года.
Ворожейкин был зачинателем многих обнинских традиций: молодёжного слёта, краеведческого движения, музейного дела, моржевания. Написанные в соавторстве с Владимиром Ивановым и опубликованные в единственной в советское время обнинской газете «Вперёд» статьи Евгений Ворожейкин подписывал псевдонимом ИВВОР (ИВанов-ВОРожейкин). Ворожейкин — один из основателей обнинского краеведческого объединения «Репинка».
Будучи математиком, Ворожейкин искал закономерности, позволяющие избежать болезней, и почему-то решил, что от простуды помогает борода. В 1986 году во время туристического похода на Камчатку Ворожейкин отпустил бороду и уже не сбривал её до конца жизни. Борода завершила необычный образ Евгения Ворожейкина, сделав его живой достопримечательностью и одним из символов Обнинска. Уже при жизни Евгения Ворожейкина называли в Обнинске человеком-легендой.
В городской среде Ворожейкин был известен как дядя Женя и под прозвищем, связанным с его внешностью, — Карла Марла местного разлива. Сам для себя Ворожейкин придумал прозвище-аббревиатуру Турборвормак (Турист-Бородач-Ворожейкин-Математик-Астроном-Краевед). В ежегодных парадах Победы 9 мая в Обнинске участвовал в собственной шинели, в которой прошёл Великую Отечественную войну.
Евгений Ворожейкин не был женат, и у него не было детей. Из родственников в последние годы у него оставалась только племянница, жившая на Урале. Ворожейкин не приватизировал свою однокомнатную квартиру («мне государство квартирy дало, так пусть потом её и забирает»), но мечтал о том, что после смерти из неё сделают мини-музей. Личные вещи Ворожейкина разошлись по музеям (Музей истории города Обнинска, Музей ИАТЭ, малоярославецкий музей), книги — по городским библиотекам; коллекция журналов и вырезок по истории кино отошла обнинскому Клубу кинолюбителей.
Ежедневный дневник, который Евгений Ворожейкин вёл начиная со Второй мировой войны, не издан и хранится у его друзей. Помимо собственных записей, Ворожейкин вклеивал в свой дневник вырезки из газет, цитаты из теле- и радиопередач, открытки, афиши, пригласительные билеты и пр. Также хранил этикетки от бутылок пива, спичек, лезвий; билеты в кино, фантики от конфет, упаковки от молока, пельменей и других продуктов.
Евгений Ворожейкин умер 23 декабря 2005 года, похоронен на кладбище в Передолье.

## Награды и звания
- Орден Красной Звезды[4]
- Орден Отечественной войны 1-й степени[4]
- Орден Отечественной войны 2-й степени[4]
- Медаль «За отвагу»[4]
- Медаль «За взятие Берлина»[4]
- Медаль «За освобождение Праги»[4]
- Медаль «60-летия Победы в Великой Отечественной войне»[5]
- Почётный гражданин города Обнинска[5]

## Память
23 декабря 2010 года, в пятилетнюю годовщину смерти Евгения Ворожейкина, на доме № 5 по улице Блохинцева в Обнинске, где он жил с 1957 по 2005 год, была установлена мемориальная доска.

## Комментарии
1. ↑  По другим данным, в Вязниках (см. В память Евгения Ворожейкина // Депутатские новости: Блог независимой депутатской группы городского Собрания Обнинска. — 27 февраля 2013 года.).